# Charles Dankmeijer

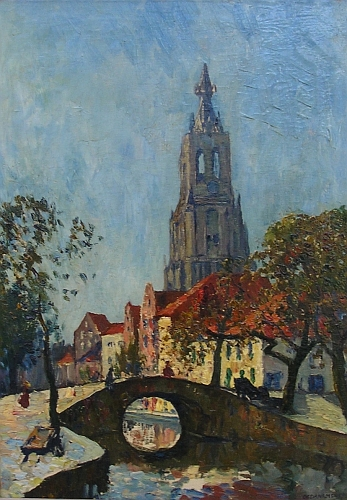
Ansicht von Delft

Charles Dankmeijer  (* 8. April 1861 in Amsterdam; † 11. März 1923 in Den Haag) war ein niederländischer Landschaftsmaler und Radierer.
In Amsterdam studierte Dankmeijer Zeichnen bei „Felix Meritis“, dann 1881 an der Koninklijke Academie voor Schone Kunsten van Antwerpen unter der Leitung von Charles Verlat. Von 1882 bis 1886 studierte er an der Rijksakademie van beeldende kunsten in Amsterdam unter der Leitung von August Allebé sowie an der Antwerpener Akademie (erhielt dort den „Prix d’exellence“) und ging dann in die Künstlerkolonie Laren (Noord-Holland), wo er von Anton Mauve beraten wurde. Er kehrte 1888 nach Amsterdam zurück, danach zog er nach Den Haag, Renkum (er arbeitete dort mit Théophile de Bock), Oosterbeek usw. Er unternahm 1912 eine Studienreise nach Italien.